# (9692) Kuperus
(9692) Kuperus (6354 P-L) – planetoida z pasa głównego planetoid okrążająca Słońce w ciągu 3,8 lat w średniej odległości 2,43 j.a. Odkryta 24 września 1960 roku.